# Aleksandr Gogoberiszwili
Aleksandr Gogoberiszwili (gruz. ალექსანდრე გოგობერიშვილი, ur. 26 lutego 1977) – gruziński piłkarz grający na pozycji pomocnika, od lata 2011 roku występujący w azerskim klubie Turan Tovuz. W reprezentacji Gruzji zadebiutował w 2001 roku. Do tej pory rozegrał w niej pięć spotkań (stan na 06.01.2012).